# Tudor (nume)
Numele de familie Tudor, în Marea Britanie, își are originea din prenumele galez Tewdwr, Tewdr sau Tudur (echivalentul galez al lui Theodoric sau Theodore).
Tudor este de asemenea un prenume comun în limba română, echivalent cu „Theodor”. Tudor poate fi și un nume de familie în limba română.
Dinastia regală britanică, Casa Tudor, include membri proeminenți:
- Owen Tudor
- Edmund Tudor, 1st Earl of Richmond
- Jasper Tudor, 1st Duke of Bedford
- Arthur Tudor
- Margaret Tudor
- Mary Tudor, Queen of France
- Edmund Tudor, Duke of Somerset

Tudor ca nume de familie se poate referi la:
- Alex Tudor
- Alexandru Tudor
- Antony Tudor
- Corneliu Vadim Tudor
- Cristian Tudor
- David Tudor
- Edward Tudor-Pole
- Frank Tudor
- Frederic Tudor
- Henri Tudor
- Henry Hugh Tudor
- Igor Tudor
- Joel Tudor
- John Tudor (fotbalist)
- John Tudor (baseball)
- Lukas Tudor
- Luke Timothy Tudor
- Sandu Tudor
- Shane Tudor
- Tasha Tudor
- William Tudor (1750-1819)
- William Tudor (1779-1830)

Ca prenume:
- Tudor Gunasekara
- Tudor Arghezi
- Tudor Vladimirescu